# Isshelf
En isshelf eller isbræmme er en stor isplade, som flyder oven på havet og som stadig er forbundet med indlandsisen. Kendetegnende for isshelf er, at den altid kælver store isbjerge ved isbarrieren (afgrænsningen mod havet). En isshelf kaldes også for en flydende gletsjer. Den is, der indgår i isshelfen, kaldes shelf-is eller shelfis, og indgår ikke direkte i havniveaustigningen.
Man anser en isplade som en isshelf, hvis den står mindst to meter over havoverfladen. Sædvanligvis er en isshelf mellem 200 og 1.000 meter tyk. De største isshelf-områder ligger i Antarktis.
- Ross-isshelfen, som omfatter næsten halvdelen af Rosshavet med en overflade på ca. 490.000 km²
- Filchner-Ronne-isshelf, som omfatter en stor del af Wedellhavet med en overflade på. ca 450.000 km²

(Pakis er en tyndere is, der forekommer i Ishavet og med tidvist tilfrosne vandoverflader.)